# İbrahim Yusubov
İbrahim Yusubov (ur. 9 kwietnia 1991) – azerski zapaśnik walczący w stylu wolnym. Wicemistrz akademickich MŚ w 2010. Trzynasty na igrzyskach wojskowych w 2015. Złoty medalista mistrzostw świata wojskowych w 2023. Trzeci na MŚ juniorów w 2011 roku.